# 1953 у хокеї з шайбою

Нижче наведені хокейні події 1953 року у всьому світі.

## Чемпіонат світу
На чемпіонаті світу в Цюриху та Базелі золоті нагороди здобула збірна Швеції (перший титул).
Підсумкові місця:
1. Швеція
2. ФРН
3. Швейцарія
4. Чехословаччина

## НХЛ
Шість клубів брали участь у регулярному чемпіонаті НХЛ 1952/53.
У фіналі кубка Стенлі «Монреаль Канадієнс» переміг «Бостон Брюїнс».
|  | Півфінали            | Півфінали            |   |  | Фінал           | Фінал |  |
|  |                      |                      |   |  |                 |       |  |
|  |                      |                      |   |  |                 |       |  |
|  | «Детройт Ред-Вінгс»  | 2                    |   |  |                 |       |  |
|  | «Бостон Брюїнс»      | 4                    |   |  |                 |       |  |
|  |                      |                      |   |  |                 |       |  |
|  |                      |                      |   |  |                 |       |  |
|  |                      |                      |   |  | «Бостон Брюїнс» | 1     |  |
|  |                      | «Монреаль Канадієнс» | 4 |  |                 |       |  |
|  |                      |                      |   |  |                 |       |  |
|  |                      |                      |   |  |                 |       |  |
|  |                      |                      |   |  |                 |       |  |
|  |                      |                      |   |  |                 |       |  |
|  | «Монреаль Канадієнс» | 4                    |   |  |                 |       |  |
|  | «Чикаго Блекгокс»    | 3                    |   |  |                 |       |  |

## Національні чемпіони
- Австрія: «Інсбрук»
- Болгарія: «Славія» (Софія)
- Італія: «Діаволі Россонері» (Мілан)
- НДР: «Динамо» (Вайсвассер)
- Норвегія: «Гамлеб'єн»
- Польща: «Легія» (Варшава)
- Румунія: «Стяуа» (Бухарест)
- СРСР: ВПС (Москва)
- Угорщина: «Посташ» (Будапешт)
- Фінляндія: ТБК (Тампере)
- Франція: «Університет» (Париж)
- ФРН: «Фюссен»
- Чехословаччина: «Спартак Соколово» (Прага)
- Швейцарія: «Ароза»
- Швеція: «Седертельє»
- Югославія: «Партизан» (Белград)

## Переможці міжнародних турнірів
- Кубок Шпенглера: «Інтер Мілан» (Італія)
- Кубок Ахерна: «Геррінгей Рейсерс» (Велика Британія)

## Засновані клуби
- «Руда Гвезда» (Брно, Чехословаччина)
- «Титан» (Клин, СРСР)
- «Хімік» (Воскресенськ, СРСР)

## Народились
- 8 січня — Маріан Штястний, чехословацький хокеїст. Чемпіон світу.
- 26 березня — Ханну Аравірта, фінський тренер.
- 3 червня — Франтішек Черник, чехословацький хокеїст. Чемпіон світу.
- 4 липня — Мілан Халупа, чехословацький хокеїст. Чемпіон світу.